# 樹齢
樹齢（じゅれい）とは木の年齢のことである。

## 測定法
年輪を調べることで樹齢を決定することができ、これがもっとも確実な方法とされる。対象木が天然記念物であったり病気であったりするなど伐って年輪を調べることが困難な場合には、林野庁では「成長錘（せいちょうすい）」と呼ばれる細い円筒状のドリル状の器具を突き刺し、直径5mm程度の年輪の標本を取り出し、年輪を数える。抜き取った標本は測定終了後に元に戻している。これ以外にも樹高、幹の周径、根回りなどから推定したり、対象木の記載のある文献記録を調査する方法もある。

## 樹齢の長い木
- トウヒ - 樹齢9550年。14C放射性炭素による測定。2004年にスウェーデンのDalarnaで発見された。
- ブリッスルコーンパイン(en:Bristlecone pine) - アメリカ合衆国西部のマツ。樹齢5000年近いとされる
- 縄文杉 - 樹齢3000～4000年。かつては6000～7000年とされた。
- 栢野大杉 - 樹齢2300年
- レッドウッド国立公園のセコイア - 樹齢2200年